# 태화 (위)
태화(太和)는 중국 조위(曹魏) 명제(明帝)의 첫 번째 연호이다. 227년에서 233년 1월까지 6년 1개월 동안 사용하였다.
같은 시기에 사용된 다른 연호로는 촉한(蜀漢)에서 사용한 건흥(建興 : 223년 ~ 237년), 오왕(吳王) 손권(孫權)이 222년부터 사용한 황무(黃武), 오(吳)에서 사용한 황룡(黃龍 : 226년 ~ 231년), 가화(嘉禾 : 232년 ~ 238년)가 있다.

## 개원
태화(太和) 원년 1월 1일(227년 2월 4일)에 연호를 태화(太和)로 개원함.

## 연대대조표
| 태화                | 원년           | 2년        | 3년                 | 4년        | 5년        | 6년             | 7년        |
| 서력                | 227년          | 228년      | 229년               | 230년      | 231년      | 232년           | 233년      |
| 육십간지 (六十干支) | 정미(丁未)     | 무신(戊申) | 기유(己酉)          | 경술(庚戌) | 신해(辛亥) | 임자(壬子)      | 계축(癸丑) |
| 촉한 (蜀漢)         | 건흥(建興) 5년 | 6년        | 7년                 | 8년        | 9년        | 10년            | 11년       |
| 오(吳)              | 황무(黃武) 6년 | 7년        | 8년 황룡(黃龍) 원년 | 2년        | 3년        | 가화(嘉禾) 원년 | 2년        |

## 삭일(1일)
| 태화 원년 (227년) | 1월             | 2월             | 3월             | 4월             | 5월             | 6월             | 7월             | 8월             | 9월             | 10월            | 11월            | 12월            | 윤12월          |
| ----------------- | --------------- | --------------- | --------------- | --------------- | --------------- | --------------- | --------------- | --------------- | --------------- | --------------- | --------------- | --------------- | --------------- |
| 삭일(음력)        | 정유일 (丁酉日) | 정묘일 (丁卯日) | 병신일 (丙申日) | 병인일 (丙寅日) | 을미일 (乙未日) | 을축일 (乙丑日) | 갑오일 (甲午日) | 갑자일 (甲子日) | 계사일 (癸巳日) | 계해일 (癸亥日) | 계사일 (癸巳日) | 임술일 (壬戌日) | 임진일 (壬辰日) |
| 율리우스력        | 227년 2월 4일   | 3월 6일         | 4월 4일         | 5월 4일         | 6월 2일         | 7월 2일         | 7월 31일        | 8월 30일        | 9월 28일        | 10월 28일       | 11월 27일       | 12월 26일       | 228년 1월 25일  |
| 태화 2년 (228년)  | 1월             | 2월             | 3월             | 4월             | 5월             | 6월             | 7월             | 8월             | 9월             | 10월            | 11월            | 12월            |                 |
| 삭일(음력)        | 신유일 (辛酉日) | 신묘일 (辛卯日) | 경신일 (庚申日) | 경인일 (庚寅日) | 기미일 (己未日) | 기축일 (己丑日) | 무오일 (戊午日) | 무자일 (戊子日) | 정사일 (丁巳日) | 정해일 (丁亥日) | 병진일 (丙辰日) | 병술일 (丙戌日) |                 |
| 율리우스력        | 228년 2월 23일  | 3월 24일        | 4월 22일        | 5월 22일        | 6월 20일        | 7월 20일        | 8월 18일        | 9월 17일        | 10월 16일       | 11월 15일       | 12월 14일       | 229년 1월 13일  |                 |
| 태화 3년 (229년)  | 1월             | 2월             | 3월             | 4월             | 5월             | 6월             | 7월             | 8월             | 9월             | 10월            | 11월            | 12월            |                 |
| 삭일(음력)        | 을묘일 (乙卯日) | 을유일 (乙酉日) | 을묘일 (乙卯日) | 갑신일 (甲申日) | 갑인일 (甲寅日) | 계미일 (癸未日) | 계축일 (癸丑日) | 임오일 (壬午日) | 임자일 (壬子日) | 신사일 (辛巳日) | 신해일 (辛亥日) | 경진일 (庚辰日) |                 |
| 율리우스력        | 229년 2월 11일  | 3월 13일        | 4월 12일        | 5월 11일        | 6월 10일        | 7월 9일         | 8월 8일         | 9월 6일         | 10월 6일        | 11월 4일        | 12월 4일        | 230년 1월 2일   |                 |
| 태화 4년 (230년)  | 1월             | 2월             | 3월             | 4월             | 5월             | 6월             | 7월             | 8월             | 9월             | 윤9월           | 10월            | 11월            | 12월            |
| 삭일(음력)        | 경술일 (庚戌日) | 기묘일 (己卯日) | 기유일 (己酉日) | 무인일 (戊寅日) | 무신일 (戊申日) | 무인일 (戊寅日) | 정미일 (丁未日) | 정축일 (丁丑日) | 병오일 (丙午日) | 병자일 (丙子日) | 을사일 (乙巳日) | 을해일 (乙亥日) | 갑진일 (甲辰日) |
| 율리우스력        | 230년 2월 1일   | 3월 2일         | 4월 1일         | 4월 30일        | 5월 30일        | 6월 29일        | 7월 28일        | 8월 27일        | 9월 25일        | 10월 25일       | 11월 23일       | 12월 23일       | 231년 1월 21일  |
| 태화 5년 (231년)  | 1월             | 2월             | 3월             | 4월             | 5월             | 6월             | 7월             | 8월             | 9월             | 10월            | 11월            | 12월            |                 |
| 삭일(음력)        | 갑술일 (甲戌日) | 계묘일 (癸卯日) | 계유일 (癸酉日) | 임인일 (壬寅日) | 임신일 (壬申日) | 신축일 (辛丑日) | 신미일 (辛未日) | 경자일 (庚子日) | 경오일 (庚午日) | 경자일 (庚子日) | 기사일 (己巳日) | 기해일 (己亥日) |                 |
| 율리우스력        | 231년 2월 20일  | 3월 21일        | 4월 20일        | 5월 19일        | 6월 18일        | 7월 17일        | 8월 16일        | 9월 14일        | 10월 14일       | 11월 13일       | 12월 12일       | 232년 1월 11일  |                 |
| 태화 6년 (232년)  | 1월             | 2월             | 3월             | 4월             | 5월             | 6월             | 7월             | 8월             | 9월             | 10월            | 11월            | 12월            |                 |
| 삭일(음력)        | 무진일 (戊辰日) | 무술일 (戊戌日) | 정묘일 (丁卯日) | 정유일 (丁酉日) | 병인일 (丙寅日) | 병신일 (丙申日) | 을축일 (乙丑日) | 을미일 (乙未日) | 갑자일 (甲子日) | 갑오일 (甲午日) | 계해일 (癸亥日) | 계사일 (癸巳日) |                 |
| 율리우스력        | 232년 2월 9일   | 3월 10일        | 4월 8일         | 5월 8일         | 6월 6일         | 7월 6일         | 8월 4일         | 9월 3일         | 10월 2일        | 11월 1일        | 11월 30일       | 12월 30일       |                 |
| 태화 7년 (233년)  | 1월             | 2월             | 3월             | 4월             | 5월             | 윤5월           | 6월             | 7월             | 8월             | 9월             | 10월            | 11월            | 12월            |
| 삭일(음력)        | 임술일 (壬戌日) | 임진일 (壬辰日) | 임술일 (壬戌日) | 신묘일 (辛卯日) | 신유일 (辛酉日) | 경인일 (庚寅日) | 경신일 (庚申日) | 기축일 (己丑日) | 기미일 (己未日) | 무자일 (戊子日) | 무오일 (戊午日) | 정해일 (丁亥日) | 정사일 (丁巳日) |
| 율리우스력        | 233년 1월 28일  | 2월 27일        | 3월 29일        | 4월 27일        | 5월 27일        | 6월 25일        | 7월 25일        | 8월 23일        | 9월 22일        | 10월 21일       | 11월 20일       | 12월 19일       | 234년 1월 18일  |

## 같이 보기
- 다른 왕조의 같은 연호
  - 동진(東晉) 태화(366년 ~ 371년)
  - 성한(成漢) 태화(344년 ~ 346년)
  - 후조(後趙) 태화(328년 ~ 330년)
  - 북위(北魏) 태화(477년 ~ 499년)

- 중국의 연호

| 이전 연호 황초(黃初) | 중국의 연호 위(魏) | 다음 연호 청룡(靑龍) |